# 向井久了
向井 久了（むかい ながのり、1944年9月13日 - 2010年5月24日）は、日本の法学者。専門は憲法、憲法訴訟。帝京大学法学部法律学科教授、中央大学・慶應義塾大学非常勤講師を歴任。愛媛県出身。佐藤功門下。

## 略歴
- 1963年 - 私立愛光高等学校卒業。
- 1967年 - 上智大学法学部法律学科卒業。
- 1973年 - 上智大学大学院法学研究科博士課程単位取得満期退学。帝京大学専任講師。
- 1993年 - 帝京大学法学部教授。
- 2010年5月24日 - 硬膜下血種のため逝去。

## 所属学会
- 日本公法学会
- 日米法学会
- 比較憲法学会
- 日本自治学会

## 著書

### 単著
- 『やさしい憲法』（法学書院、初版1999年、第2版2000年、第3版2005年）ISBN 9784587035471
- 『憲法問題の考え方』（法学書院、2001年）ISBN 9784587036003
- 『憲法の情景―課題とその歩み』（法学書院、2004年）ISBN 9784587034269
- 『法学入門―法律学への架橋』（法学書院、2009年）ISBN 9784587039653

### 共著
- （小林節）『特別講義憲法』（法学書院、1992年）ISBN 9784587522100

### 共編著
- （粕谷友介）『憲法』（青林書院、1995年）ISBN 9784417009061
- （粕谷友介）『事例で学ぶ 憲法』（青林書院、1999年）ISBN 9784417010074